# 2025年1月逝世人物列表
2025年逝世人物列表：1月 - 2月 - 3月 - 4月 - 5月 - 6月 - 7月 - 8月 - 9月 - 10月 - 11月 - 12月
2025年1月逝世人物列表，是用于汇总2025年1月期间逝世人物的列表。

## 依日期排序

### 31日
- 蘇燿祖，84歲，香港政府政務官，文康廣播司（1991年—1995年）。[1]
- 卡洛斯·費雷洛（英语：Carlos Ferrero），83歲，秘魯政治人物，曾任秘魯總理、國會議長、國會議員[2]。
- 潘江偉，102歲，香港工會領袖，香港工會聯合會創始人之一，曾任該會會務顧問及前理事長。[3]
- 馮漢賢，61歲，台灣醫生，台南市郭綜合醫院副院長。癌症病逝。[4]
- 宋文文，41歲，中國美術學者，南京師範大學美術學院女副教授暨紫金非遺管理與品牌傳播研究中心研究員。[5]

### 30日
- 陳仲民爵士（英語：Sir Julius Chan），85歲，巴布亚新几内亚華裔政治人物，曾任巴布亚新几内亚总理（1980年—1982年，1994年—1997年）。[6]
- 迪克·巴頓（英語：Dick Button），95歲，美國花式滑冰運動員。[7]
- 瑪莉安·菲絲佛（英語：Marianne  Faithfull），78歲，英國歌手、演員、詞曲創作者[8]。
- 蘇東莊，93歲，中國人工智慧專家，突發病。[9]
- 郎大忠，91歲，中國政治人物，云南省第七届政协委员会副主席（1994年—2000年）。[10]
- 梁祐誠，27歲，中國男演員，中樞神經感染。[11]
- 李燿忠，台灣商人，日春木瓜牛奶執行長。[12]

### 29日
- 張立威，56歲，台灣演員。病逝。[13]
- 利則·威廉森（英語：Richard Williamson），84歲，英國傳統天主教主義者、聖庇護十世司鐸兄弟會主教（1988年—2012年），腦溢血[14]。
- 2025年波托马克河撞机事件知名死者：[15][16]
  - 叶夫根尼娅·希什科娃（英语：Evgenia Shishkova），52歲，俄羅斯花式滑冰運動員及教練，瓦迪姆·諾莫夫之妻。1994年代表俄羅斯參加世界花式滑冰錦標賽獲得雙人表演賽金牌。
  - 瓦季姆·瑙莫夫（英语：Vadim Naumov），55歲，俄羅斯花式滑冰運動員及教練，葉夫根尼婭·希什科娃之夫。1994年代表俄羅斯參加世界花式滑冰錦標賽獲得雙人表演賽金牌。
  - 伊娜·沃良斯卡婭（英语：Inna Volyanskaya），59歲，俄羅斯花式滑冰運動員及教練。
  - 亞歷山大·基爾薩諾夫（英语：Alexandr Kirsanov），46歲，俄羅斯花式滑冰運動員及教練。
  - 史賓塞·蘭恩（英語：Spencer Lane），16歲，美籍韓裔花式滑冰運動員。
  - 韓金娜，13歲，美籍韓裔花式滑冰運動員。
  - 艾弗莉·利文斯頓（英語：Everly Livingston），14歲，美國花式滑冰運動員。
  - 艾莉迪亞·利文斯頓（英語：Alydia Livingston），11歲，美國花式滑冰運動員。
  - 法蘭高·阿帕里西歐（英語：Franco Aparicio），美國花式滑冰運動員。艾弗莉·利文斯頓的雙人搭擋。
  - 愛德華·周（英語：Edward Zhou），16歲，美籍華裔花式滑冰運動員。
  - 安吉拉·楊（英語：Angela Yang），16歲，美籍華裔花式滑冰運動員。
  - 肖恩·凱（英語：Sean Kay），16歲，美國花式滑冰運動員。安吉拉·楊的雙人搭擋。
- 薩爾萬·莫米卡（阿拉伯語：سلوان صباح متَّى موميكا、Template:Lang-syr），38歲，前伊拉克軍事人物、在瑞典的伊拉克難民，反伊斯蘭教活動人物，槍擊[17][18][19]。
- 下條阿童木（日語：下條アトム），78歳，日本演員。急性硬腦膜下血腫。[20]

### 28日
- 淨耀法師（俗名徐明輝），72歲，台灣佛教僧侶，因胰臟癌圓寂。[21]
- 穆罕默德·本·法赫德（阿拉伯語：الأمير محمد بن فهد بن عبدالعزيز آل سعود），75岁，沙特阿拉伯王子、政治家。[22]
- 森永卓郎（日語：森永卓郎），67岁，日本经济学家、评论家。[23]
- 肯‧弗洛雷斯（英語：Ken Flores），28歲，美國喜劇男演員。心臟驟停。[24]

### 27日
- 張美子（朝鲜语：장미자），83岁，韓國女演員。[25]
- 巴爾杜爾·普賴姆爾（德語：Baldur Preiml），85歲，奧地利男子跳台滑雪運動員。[26]
- 王恩科，87岁，中国政治人物，青海省人大常委会原副主任。[27]
- 李鋒，48歲，中國經濟學家，上海華略智庫高級合伙人兼自貿區港首席專家、「改革創新研究院」院長、南京大學自貿區綜合研究院研究員。溺水。[5]

### 26日
- 秋山和慶，84岁，日本交響樂團指揮家、音樂教育家，曾任東京交響樂團、大阪市音樂團指揮，洗足學園音樂大學藝術監督、特別教授[28]。
- 程凱， 78歲，旅美中國資深媒體人，《海南日報》前總編輯。[29]
- 周中樞，71歲，中國企業家。[30]

### 25日
- 德拉任·达利帕吉奇，73岁，塞尔维亚篮球运动员和教练。[31]
- 裴榮富，100岁，礦床地質學專家，中国工程院院士。[32]
- 哈帕·布拉爾（英語：Harpal Brar），85歲，印度裔英國共產主義者、作家、商人。[33]
- 野中郁次郎，89歲，日本經營策略學者，被譽為「知識創造理論之父」、「知識管理的拓荒者」。[34]
- 黃茂榮，81歲，台灣法學家，前中華民國司法院大法官、臺灣大學法律系榮譽教授。[35]
- 张绍进，88歲，华裔美国物理学家、伊利诺伊大学厄巴纳-香槟分校退休教授，美籍华裔作家张纯如之父親。[36]
- 廖玉蕊(Kaljui Atalep)，93歲，台灣屏東來義鄉排灣族傳統手紋（veci' nua lima）文化」保存者。[37]

### 24日
- 柯信國，53歲，台灣醫生，台北榮民總醫院胸腔科主任、胸腔部呼吸治療科醫師。[38]

### 23日
- 周少波，59歲，高级经济师，中国广西北部湾国际港务集团有限公司党委书记、董事长，北部湾港股份有限公司董事长，广西壮族自治区政协委员。[39]
- 何敬源，98歲，香港富豪雪糕創辦人之一[40]。

### 22日
- 韋奇立（葡萄牙語：Vasco Joaquim Rocha Vieira），85歲，葡萄牙政治人物，澳門總督（1991年—1999年）。[41]
- 李进民，99岁，中国人民解放军中将，28军政委，北京卫戍区原政委。[42]
- 段祥道，100岁，中国政治人物，原台州地委组织部副部长。[43]
- 賴丁誌，21歲，台灣國立臺東大學棒球隊棒球員，味全龍外野手陳子豪的表弟。[44]

### 21日
- 傅立新（英語：Hugh Phillipson），83歲，英籍香港公務員、牧師及工程師，機電工程署署長（1993年—1999年）、水務署署長（1999年—2001年）[45]。
- 毛里西奧·富內斯（西班牙語：Mauricio Funes），65歲，薩爾瓦多政治人物，曾任薩爾瓦多總統（2009年—2014年）。[46]
- 孫昌浣（韓語：손창완），69歲，韓國警察及政治人物，曾任全北地方警察廳長，警察大學校校長，韓國機場公社社長。[47][48]
- 洪石生，77岁，中国人民解放军少将，原兰州军区联勤部副部长。[49]
- 加斯·哈德森（英语：Garth Hudson），87歲，加拿大多樂器演奏家，乐队合唱团成員。[50]
- 高鎮同，96歲，中國疲勞科學專家，中国科学院院士。[51]
- 申烨，40歲，中国女歌手。[52]
- 李桂垣，95歲，中国鸟类学科高级专家。[53]
- 许新萍，83歲，中国国家一级女演员、汉调桄桄国家级非物质文化遗产传承人、中国戏剧家协会会员。[54]
- 胡鐙，41歲，台灣空軍清泉崗基地第三聯隊士官長。[55]

### 20日
- 樊维秋，62岁，中华人民共和国死刑犯，珠海市體育中心駕車撞人事件凶犯。被执行注射死刑。[56]
- 徐加金，21岁，中华人民共和国死刑犯，無錫工藝職業技術學院持刀傷人事件凶犯。被执行注射死刑。[57]
- 万爱萍（英語：Lynn Ban），51歲，美籍新加坡真人秀女明星，珠寶設計師。在美國阿斯彭滑雪時絆倒引致腦出血。[58]
- 弗雷德·紐豪斯（英語：Fred Newhouse），76歲，美國男子田徑運動員，主攻短跑。[59]

### 19日
- 胡谦盈，95歲，中国考古学家。[60]

### 18日
- 竹内英明，50歲，日本政治人物，曾任兵庫縣議會（日语：兵庫県議会）議員（姫路市選區）， 兵庫縣廳內部告發文書問題（日语：兵庫県庁内部告発文書問題）調查委員會委員。自殺。[61]
- 伊朗伊斯兰教法法官遇刺案被害者及行兇者[62][63][64][65]：
  - 穆罕默德·穆吉塞（波斯語：محمد مقیسه），68歲，伊朗司法人物，最高法院法官。
  - 阿里·拉齐尼（波斯語：علی رازینی），71歲，伊朗司法、政治人物，最高法院法官，曾任專家會議議員。
  - 法沙德·阿薩迪（波斯語：فرشاد اسدی），39歲，司法宮茶水員，遇刺案行兇者，吞槍自殺。
- 何诗荪，89歲，中国篮球名宿。[66]
- 我讓治，91歲，日本歌手。心肌梗塞。[67]

### 17日
- 丹尼斯·劳（英語：Denis Law），84歲，前蘇格蘭職業足球員。[68]
- 彭薩勒瑪·奧其爾巴特（Template:Lang-mn），82歲，蒙古国政治人物，前總統（1990年—1997年）。[69]
- 黃烟，112歲，台灣超級人瑞。[70]
- 王爽，92岁，中国政治人物，海南省总工会原党组书记、主席。[71]
- 楊靜，95歲，中國資深女演員，曾演出多部電視劇及電影。[72]
- 邬丽，82歲，中国演员。[73]
- 迪迪埃·纪尧姆（法语：Didier Guillaume），65歲，法國政治人物，前农业及食品部部长、摩纳哥国务大臣。[74]
- 李秋鳳，87歲，已故武打明星李小龍二姐。[75]
- 符月华，22岁，中国人，因被其高中教师唐毓文长期性骚扰和性侵犯而患上重度抑郁症，最终烧炭自杀。[76]

### 16日
- 謝世謙，73歲，台灣航空業商人，中華航空公司董事長。心肌梗塞。[77]
- 黃麟凱，32歲，台灣死刑犯，2013年殺害前女友及其母，判故意殺人罪等罪罪成於台北看守所被執行槍決。[78]
- 大衛·林奇（英語：David Lynch），78歲，美國導演、編劇、製片人、作曲家及攝影家。[79]
- 女爵士（英語：Dame Joan Plowright），95歲，英國女演員。[80]
- 雅克·吉泰（法語：Jacques Guittet），95歲，法國男子擊劍運動員。[81]
- 謝正觀，71歲，中國政治人物、第十一屆全國政協委員。[82]
- 许兆呈，36歲，中国相声演员。[83]
- 王统曾，86岁，中国政治人物，江苏省供销合作总社原副主任。[84]
- 周长和，93岁，中国政治人物，江西日报社原副总编辑。[85]

### 15日
- 琳達·諾蘭（英语：Linda Nolan），65歲，愛爾蘭歌手，音樂團體諾蘭姐妹（英语：The Nolans）成員。乳癌。[86]
- 李魁賢，87歲，台灣詩人，國家文藝獎得主（2018年）。[87]
- 盖斯·威廉姆斯（英語：Gus Williams），71歲，美國前職業籃球運動員，曾效力NBA聯盟的金州勇士隊及西雅圖超音速隊。[88]
- 陽祖耀，69歲，中國政治人物，曾任湖南湘潭市人大常委會主任。[89]
- 王耀东，39歲，中国歌手。[90]
- 林湧川，59歲，台灣水電師傅。肝癌

### 14日
- 東尼·史拉特里（英语：Tony Slattery），65歲，英國演員。[91]
- 陳清波，93歲，日籍台灣男子高爾夫球運動員。敗血症。[92]

### 13日
- 奧利維羅‧托斯卡尼（英语：Oliviero Toscani）， 82歲，義大利攝影師。[93]
- 王瑜華，59歲，台灣企業家，美國再保險台灣分公司總經理，台新投信董事長鄭貞茂夫人。[94]
- 津田英治（日語：津田 英治），76歲，日本資深男性配音員、旁白。[95]
- 简肇强，91歲，中国配音演员。[96]
- 山田火砂子，92歲，日本電影導演。肺炎加敗血症。[97]

### 12日
- 黛莉絲·柯瑞（英語：Dalyce Curry），95歲，美國女演員。死于帕利塞茲火災。[98]（死亡證實日期）
- 萊斯里‧查勒森（英语：Leslie Charleson），79歲，美國女演員，1977年開始參演美國廣播公司電視劇《杏林春暖》達46年。[99]
- 徐明正，75歲，台灣地下電台主持人，被譽為「名嘴祖師爺」。[100]
- 灰娃，98歲，中国作家、诗人。[101]
- 森政弘（日語：森 政弘），97歲，日本機器人學家，恐怖谷理论提出者。[102]

### 11日
- 邱大洪，95岁，中国科学院院士，中国海岸和近海工程专家。[103]
- 游振雄，63歲，台灣政治人物，彰化縣議會議員（第14—18屆），員林市長（2018年—2025年）。肺癌。[104]
- 李允熙（韓語：이윤희），64歲，韓國男演員。[105]
- 姜松茂，77歲，台灣政治人物。前中壢市副市長。多重癌症。[106]
- 三浦洸一（日語：三浦 洸一），97歲，日本演歌歌手。[107]

### 10日
- 邵家臻，55歲，香港政治人物、社會工作者，曾任香港浸會大學社會工作系講師、立法會議員。胃癌。[108]
- 伍秀英，91岁，中国人，南京大屠杀幸存者。[109]
- 罗里·卡勒姆·赛克斯（英語：Rory Callum Sykes），32歲，童星出身的旅美澳洲男演員。死于帕利塞茲火災。[110]
- 山姆･摩爾（英语：Sam Moore），89歲，美國歌手，二重唱组合山姆與戴夫成员。手術併發症。[111]
- 刘晋春，97歲，中国特种加工专家。[112]

### 9日
- 艾义英，97歲，中國人，南京大屠殺倖存者。[113]
- 比爾·伯吉（英語：William Bill Byrge），86歲，美國電影演員[114]。
- 李青泰，82歲，台灣人公共事務會總會長。[115]

### 8日
- 朱安琪，102歲，台灣空軍上尉。[116]
- 林正峰，75歲，臺灣政治人物，國民黨籍第六屆桃園市立法委員。漸凍人症。[117]
- 朱樟興，96歲，台灣政治人物，曾任桃園縣議員、國民大會代表，國民黨主席朱立倫父親。[118]
- 吳廬生，94歲，中國建築師，國家特許一級註冊建築師。[119]

### 7日
- 布萊恩·馬圖斯（英语：Brian Matusz），37歲，美國職業棒球大聯盟投手。[120]
- 讓-馬里·勒龐（法語：Jean-Marie Le Pen），96歲，法國政治人物，民族陣線主席（1972年—2011年）。[121]
- 林惺嶽，85歲，台灣藝術家。[122]
- 彼得·雅羅（英语：Peter Yarrow），86歲，美國男歌手、詞曲作家，三重唱組合彼得、保羅和瑪麗成員。[123]
- 汐澤安彦（日語：汐澤 安彦），86歲，日本指揮家。[124]
- 鄭余鎮，78歲，台灣政治人物，前民進黨立委。心臟病。[125]
- 吴连生，62歲，中国演员。[126]
- 邹伯壎，98岁，中国政治人物，原中华医学会宁夏分会副会长。[127]

### 6日
- 杜尚·马拉维奇，85歲，塞爾維亞足球運動員。[128]
- 林凡，94歲，中国工笔画学会原会长。[129]
- 布萊恩·馬圖斯（英语：Brian Matusz），37歲，美国棒球手。[130]
- 董伟锋，52歲，中国政治人物，中国科学院计算机网络信息中心主任、党委副书记。[131]
- 陈广义，98岁，中国政治人物，原80师坦克团团长。[132]

### 5日
- 王正國，89岁，中國野戰外科專家，中國工程院首批院士。是中國衝擊傷、創傷彈道學、交通醫學研究的主要創始人之一。[133]
- 科斯塔斯·西米蒂斯（希臘語：Κώστας Σημίτης），88歲，希臘政治人物，前總理（1996年—2004年）。[134]
- 罗伯特·胡伯纳（德語：Robert Hübner），76歲，德國國際象棋特級大師。[135]
- 黃齊陶，90歲，中國工程師、政治人物，曾任國家科學技術委員會副主任，第八、九屆全國政協委員。[136]

### 4日
- 克洛德·阿萊格爾（法語：Claude Allègre），87岁，法國地球化學家和政治人物，國民教育部長（1997年—2000年）。[137]
- 孫加保，89岁，中國舞蹈演員、編導、組織活動家，中國舞蹈家協會原副主席。[138]
- 津谷鹿乃子（日語：津谷 鹿乃子），87歲，日本女子跳水運動員。[139]
- 周人蔘，74歲，台灣罪犯。[140]

### 3日
- 瑪吉達·拉阿德（英语：Majda Ra'ad），82岁，约旦王室成员。[141]
- 杰夫·拜纳（英語：Jeff Baena），47歲，美國編劇、電影導演。上吊自杀。[142]
- 原廣司（日語：原 広司），88岁，日本建築師，東京大學名譽教授。[143]
- 張代兵，47岁，中國企業家、解放軍大校軍官、無人機專家，湖南長沙市雲智航科技有限公司董事長，曾任國防科技大學無人系統研究所副所長，墜樓身亡[144][145]。
- 游建華，65岁，台灣政治人物，曾任國發會副主委、桃園市副市長。[146]
- 李瑞芳，89歲，中国戏曲表演艺术家。[147]
- 陈作坤，93岁，中国军事人物，原海军榆林基地后勤部部长。[148]
- 曲繼寧，95歲，中國人民解放軍副大军区职离休干部、原济南军区副政治委员。[149]
- 岸野佑香，81歲，日本演員。大腸癌。[150]

### 2日
- 凯莱蒂·阿格奈什（匈牙利語：Keleti Ágnes），103歲，匈牙利體操運動員。[151]
- 克里斯托瓦爾·奧爾特加（西班牙語：Cristóbal Ortega），68歲，墨西哥男子足球運動員。[152]
- 揚·扎哈拉，96歲，斯洛伐克男子拳擊運動員。[153]

### 1日
- 魯幸錫（朝鲜语：노행석），36歲，韓國足球員。[154]
- 魯惟一（英語：Michael Loewe），102歲，英國漢學家、歷史學家。劍橋大學教授、美國藝術與科學學院名譽會員，《劍橋中國秦漢史》主編。[155]
- 大衛·洛奇（英语：David Lodge (author)），89歲，英國作家、評論家。[156]
- 张金铭，86歲，中国相声、快板演员。[157]
- 俵孝太郎（日语：俵孝太郎），94歲，日本新聞記者及政治評論員，曾任文化放送及富士新聞網新聞主播。肺癌。[158]